# Зотов, Николай Александрович
Никола́й Алекса́ндрович Зо́тов (1923—2009) — советский военачальник, генерал-полковник (14.02.1979). Начальник Управления информации — заместитель начальника ГРУ СССР (1972—1973). Начальник 10-го Главного управления — заместитель начальника Генерального штаба Вооружённых сил СССР (1979—1985).

## Биография
Родился 8 декабря 1923 года в селе Перовка  Воронежской области в крестьянской семье. Отец - Зотов Александр Степанович (1900-1987). Мать - Зотова Хрестиния Дмитриевна (1904-1968). Супруга - Зотова Татьяна Федоровна (1925 г. рожд.). Дочь - Зотова Ольга Николаевна (1946 г. рожд.), журналист-телевизионщик, полковник милиции. Сын - Зотов Сергей Николаевич (1953 г. рожд.), полковник в запасе. Внуки: Борис (1970 г. рожд.), Маргарита (1973 г. рожд.), Наталья (1984 г. рожд.), Николай (1986 г. рожд.). Имел несколько братьев(один из них умер на фронте) и одну сестру (Устинову Евдокию Александровну 1927-2010).
В РККА с 1941 года после окончания военного училища. С 1941 года командовал  взводом, ротой в составе войск Западного фронта. В 1942 году в ходе Ржевско-Сычёвской наступательной операции получил тяжёлое ранение.
С 1945 года после окончания Военную академию бронетанковых и механизированных войск имени И. В. Сталина занимал должности начальника штаба и командира полка. После окончания 
Военной академии им. М. В. Фрунзе был начальником штаба дивизии. С июня 1966 по сентябрь 1968 года — командир 50-й гвардейской мотострелковой дивизии в 28-й армии Белорусского военного округа. С сентября 1968 года — начальник штаба — первый заместитель командующего 5-й гвардейской танковой армии. С 1969 года после окончания Военной академии Генерального штаба ВС СССР назначен начальником штаба — первым заместителем командующего Южной группы войск.
С 1972 года начальник Управления информации — заместитель начальника Главного разведывательного управления СССР. С 1973 года первый заместитель начальника  Главного оперативного управления Генерального штаба ВС СССР. С 1979 года начальник 10-го Главного управления — заместитель начальника Генерального штаба Вооружённых сил СССР. 
С 1985 года старший представитель главнокомандующего Объединенными вооруженными силами  Организации Варшавского Договора при министре обороны Чехословакии. С 1990 года в отставке.
Жил в Москве, умер 31 декабря 2009 года похоронен на Востряковском кладбище.